# Estación de Cergy-Saint-Christophe
La estación de Cergy-Saint-Christophe es una estación ferroviaria francesa ubicada en el municipio de Cergy, en el departamento de Val-d'Oise en la región Isla de Francia.
Es una estación de la SNCF que forma parte de las líneas A del RER y L del Transilien.

## Historia
El edificio de la estación constituye el reloj más grande de Europa. Es obra de los acrquitectos Martine y Philippe Deslandes y el mecanismo de los relojes fueproporcionado por la sociedad Huchez.
En 2016, según las estimaciones de la SNCF, el uso anual de la estación es de 5416200 viajeros.

### Recepción

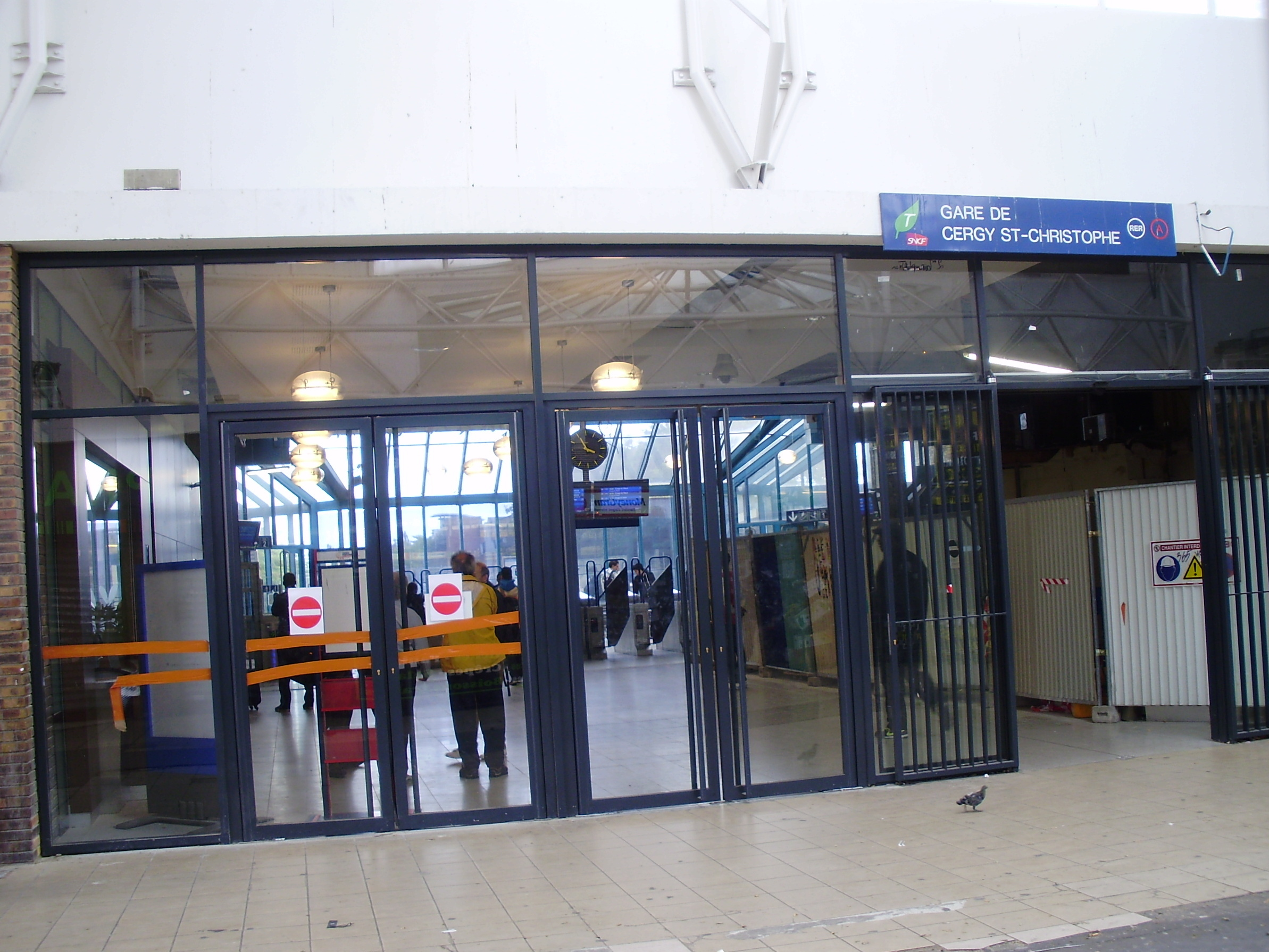
Entrada de la estación, en el pasaje del Reloj.

## Servicio de viajeros

### Servicio de trenes

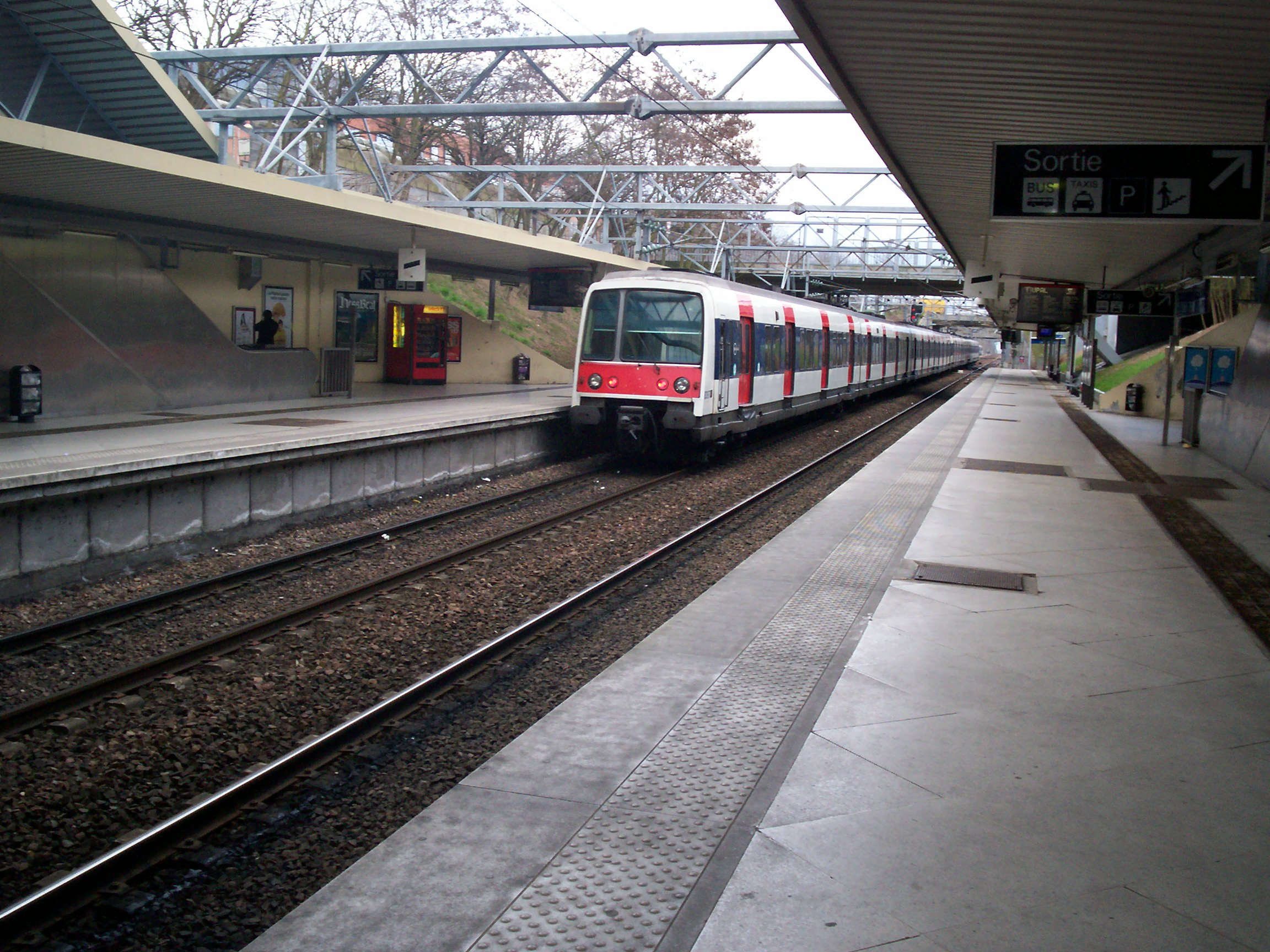

Cergy-Saint-Christophe recibe servicio de los trenes de la línea A del RER que recorren la rama A3, así como de trenes de la L en procedencia y a destino de la estación de Paris-Saint-Lazare los días entre semana.

### Futuro
En 2020, Cergy-Saint-Christophe cambiará su nombre por Cergy Axe-Majeur Horloge.